# Io ed io solo
Io ed io solo è il secondo album di Tito Schipa Jr., pubblicato dall'etichetta discografica Fonit Cetra nel 1974.

## Il disco
Registrato presso gli Studi "Sonic" di Roma e "Fonit Cetra" di Milano, rispettivamente da Franco Patrignani e Plinio Chiesa.
Nel marzo 2011 viene pubblicata la ristampa in formato cd papersleeve (edizione BTF-VM2000 su licenza Warner Music).

## Tracce
Tutti i brani sono stati composti da Tito Schipa Jr..
- Lato A

1. Sono passati i giorni
2. Occhi del nord (alcool)
3. Non siate soli
4. Io ed io solo
5. Qui la gabbia

- Lato B

I brani contenuti in questa facciata fanno parte della suite Alberto, un millennio se ne va
1. Origine (frase circolare)
2. Sedendo, ricordando
3. Nuovo mondo
4. Voi
5. Vieni se vuoi (forse sono io)

## Formazione
- Tito Schipa Jr. - voce, pianoforte
- Nicola Distaso - chitarra elettrica
- Roberto Gardin - chitarra classica, basso
- Andrea Sacchi - chitarra (brano 1, Lato A)
- Shel Shapiro - chitarra (brano 1, Lato A)
- Fabio Liberatori - tastiera, sintetizzatore
- Carlo Civilletti - basso (brano 3, Lato A)
- Mario Fales - chitarra (brano 3, Lato A)
- Walter Martino - batteria
- Ruggero Stefani - batteria (brano 4 Lato A)
- Roberto Cimpanelli - sax
- Claudio Barbera - sax (brano 4 Lato A)